# روبرت دوم
روبرت دوم اسکاتلند (انگلیسی: Robert II of Scotland؛ ۲ مارس ۱۳۱۶ – ۱۹ آوریل ۱۳۹۰) سیاستمدار اهل پادشاهی اسکاتلند بود.